# Fukuda Takeo
Fukuda Takeo (Nhật: 福田 赳夫 (Phúc Điền Vũ Phu) 14 tháng 1 năm 1905 - 5 tháng 7 năm 1995) là một chính tri gia Nhật Bản và là Thủ tướng Nhật Bản thứ 67 (từ ngày 24 tháng 12 năm 1976 đến ngày 6 tháng 12 năm 1978). Ông là thành viên của Chúng nghị viện từ năm 1952 đến năm 1990, thành viên của Đảng Dân chủ Tự do từ khi thành lập. 
Ông sinh ở thành phố Takazaki, tỉnh Gunma. Sau khi tốt nghiệp trường Đại học Đế quốc Tokyo ông làm việc tại Bộ Tài chính trong hai thập kỷ trước khi bước vào chính trường. Năm 1952, ông lần đầu tiên đắc cử nghị viên. Cuộc đời chính trị của ông được đánh dấu bằng sự cạnh tranh với Tanaka Kakuei, được mệnh danh là "Cuộc đối đầu Kaku-Fuku”. Năm 1976, ông làm Thủ tướng Nhật Bản. Hai năm sau, khi kết thúc nhiệm kỳ, ông tuyên bố tham gia bầu cử lần nữa nhưng không được như ý. Với tư cách là thủ tướng, ông đã xây dựng Học thuyết Fukuda và chứng kiến việc ký kết Hiệp ước hòa bình và hữu nghị giữa Nhật Bản và Trung Quốc. 
Con trai trưởng của ông là Fukuda Yasuo (福田康夫) cũng là Thủ tướng Nhật Bản.

## Đầu đời và giáo dục
Fukuda sinh ra tại Takasaki, thủ phủ của tỉnh Gunma vào ngày 14 tháng 1 năm 1905. Ông xuất thân từ một gia đình samurai vào thời kỳ Edo. Cha ông là thị trưởng Kaneko, ông nội ông cũng từng là thị trưởng và anh trai ông cuối cùng cũng đảm nhận vai trò tương tự. Fukuda là một học sinh tài năng đã theo học tại Trường Cao đẳng Đệ Nhất ở Tokyo, sau đó học luật tại Đại học Hoàng gia Tokyo. Ông đạt điểm cao nhất trong kỳ thi công chức và vào Bộ Tài chính sau khi tốt nghiệp năm 1929.
Fukuda được bổ nhiệm làm tùy viên tài chính của đại sứ quán Nhật Bản tại London vào năm sau. Sau ba năm, ông được gọi trở lại Nhật Bản để giữ chức vụ trưởng phòng Thuế địa phương.
Lúc này ông kết hôn với Arai Mie, cháu gái của một thẩm phán Tòa án Tối cao. Hai vợ chồng có ba con trai và hai con gái. Fukuda Yasuo là con trai cả của họ. Fukuda thăng tiến đều đặn trong cấp bậc của Bộ. Trong Chiến tranh Thái Bình Dương, ông từng là cố vấn về chính sách tài chính cho chế độ Uông Tinh Vệ.
Vào thời điểm Nhật Bản đầu hàng, Fukuda là Chánh văn phòng và Trưởng Ban Thư ký của Bộ trưởng Ōhira Masayoshi và Miyazawa Kiichi là cấp trên của ông vào thời điểm đó. Ông trở thành Giám đốc Văn phòng Ngân hàng vào năm 1946 và đến năm 1947, ông đã trở thành Giám đốc Văn phòng Ngân sách. Fukuda có khả năng trở thành thứ trưởng hành chính, tuy nhiên vào năm 1948, ông bị bắt vì liên quan đến vụ bê bối Showa Denko, một vụ bê bối tham nhũng liên quan đến một số quan chức, doanh nhân và chính trị gia dẫn đến sự sụp đổ của Ashida sự quản lý. Fukuda sau đó được trắng án, nhưng vụ việc khiến ông phải từ chức Bộ trưởng vào năm 1950.

## Sự nghiệp

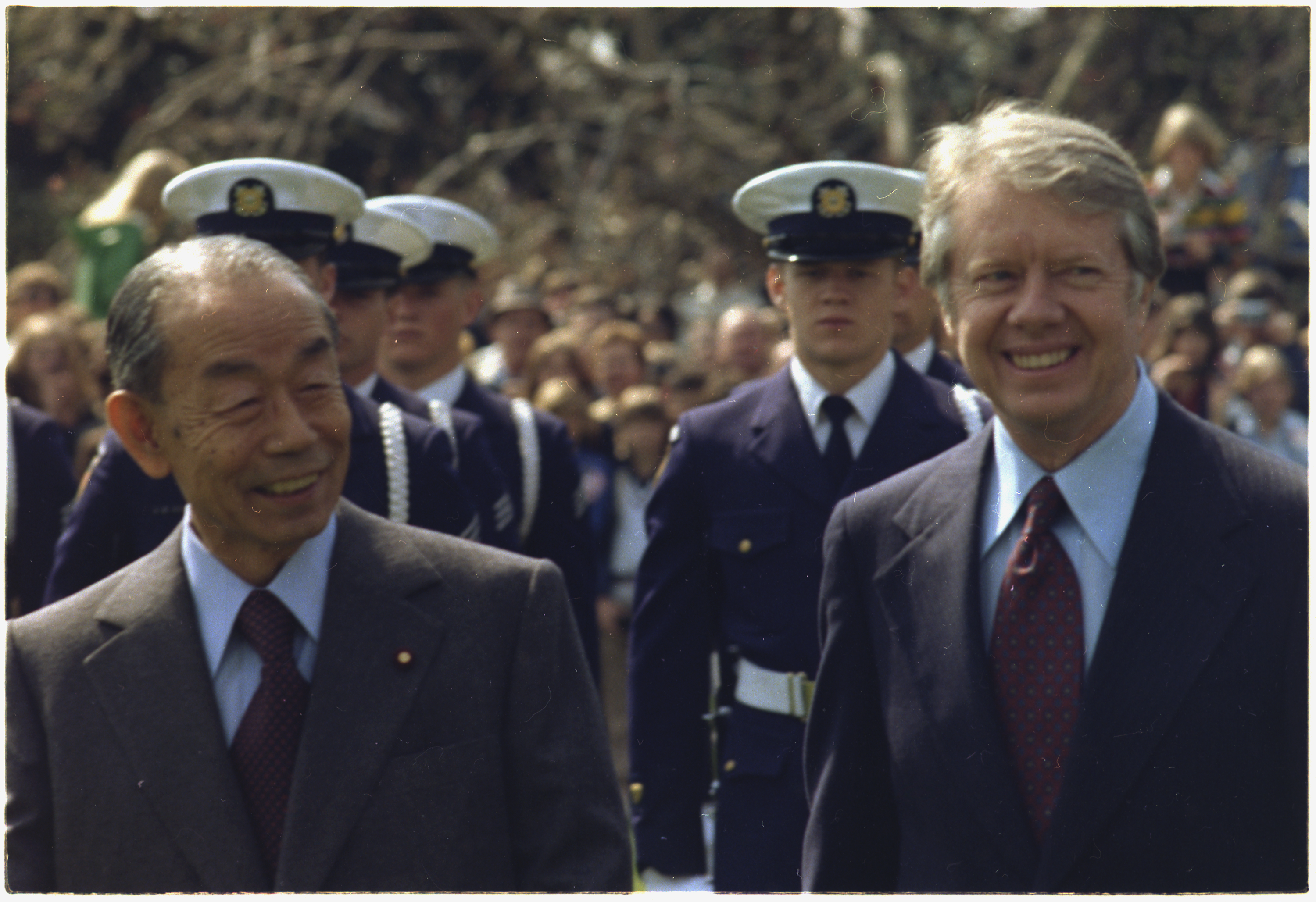
Fukuda và Jimmy Carter (21 tháng 3 1977)

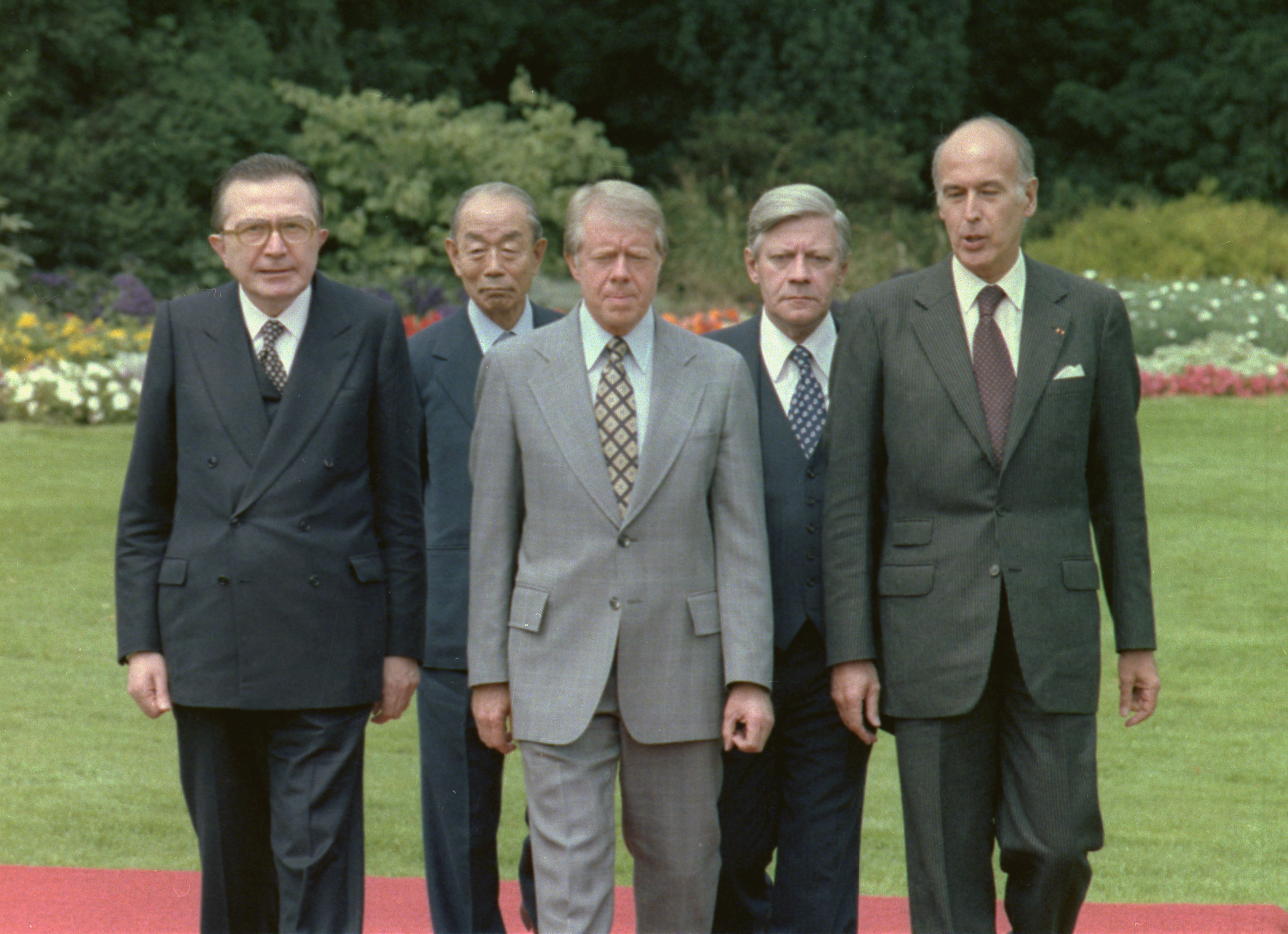
Fukuda và Giulio Andreotti, Jimmy Carter, Helmut Schmidt và Valéry Giscard d'Estaing (at the 4th G7 summit oHộii nghị thượng đỉnh G7 16 tháng 7 1978)

### Giai đoạn đầu tham gia chính phủ
Trước chiến tranh thế giới thứ II, Fukuda làm việc ở bộ Tài chính. Sau thế chiến, ông làm giám đốc ủy ban ngân hàng Nhật Bản từ 1946 đến 1947, và giám đốc ủy ban ngân sách từ 1947 đến 1950.
Năm 1952, Fukuda được bầu vào Hạ Viện Nhật Bản. Năm 1957 ông được bầu làm bí thư đảng Dân Chủ Tự Do và làm bộ trưởng bộ Nông Lâm Ngư Nghiệp  (1959–69), Bộ trưởng bộ tài chính (1969–71), Bộ trưởng bộ ngoại giao (1971–73), Giám đốc cơ quan kế hoạch kinh tế (1974–76). Fukuda ứng cử làm thủ tướng năm 1972 nhưng đã thất bại trước Kakuei Tanaka.

### Chức thủ tướng
Ông giành được quyền lãnh đạo đảng dân chủ tự do từ Takeo Miki khi đảng này thể hiện thành tích kém cỏi vào cuộc bầu cử năm 1976, ông giữ chức này đến năm 1978, nhưng phụ thuộc vào các đảng thiểu số để duy trì đa số trong quốc hội. Mặc dù được coi là một người bảo thủ và diều hâu trong các chính sách đối ngoại, Fukuda đã bị quốc tế chỉ trích khi nhượng bộ trước yêu cầu của một nhóm khủng bố đã cướp chuyến bay 472 của Japan Airlines và nói "Jinmei wa chikyū yori omoi (Giá trị mạng sống con người cao hơn Trái đất)."
Trong các vấn đề về quan hệ Trung-Nhật, Fukuda bắt đầu là một trong những tiếng nói bảo thủ ủng hộ Đài Loan của Đảng dân chủ tự do (LDP). Tuy nhiên, vào thời điểm trở thành Thủ tướng, ông buộc phải đáp ứng những lời kêu gọi ngày càng tăng cả trong LDP cũng như các doanh nghiệp lớn của Nhật Bản để tiếp tục theo đuổi các cuộc đàm phán hiệp ước hòa bình với Cộng hòa Nhân dân Trung Hoa nhằm tăng khả năng tiếp cận thương mại về lâu dài. Fukuda đã trì hoãn việc này vì một số lý do. Thứ nhất, một số người trong LDP thân Đài Loan vẫn tiếp tục phản kháng. Hơn nữa, quan hệ với Liên Xô chỉ mới phục hồi gần đó sau những tranh chấp về nghề cá, và khi Trung Quốc và Liên Xô có quan hệ căng thẳng, Fukuda cẩn thận không thiên vị bên này quá nhiều so với bên kia. Tuy nhiên, tranh chấp chính là việc Trung Quốc khăng khăng đòi hiệp ước có một "điều khoản chống bá quyền" mà Nhật Bản coi là hướng tới Liên Xô, và Fukuda không muốn Nhật Bản tham gia vào sự chia rẽ Trung-Xô. Sau khi các cuộc thảo luận về hiệp ước có nhiều thời gian trong tình trạng lấp lửng, cuối cùng phía Trung Quốc đã bày tỏ sự linh hoạt trong vấn đề chống bá quyền, và Fukuda đã bật đèn xanh để theo đuổi chính sách này. Tuy nhiên, chẳng bao lâu sau, những tiếng nói ủng hộ Đài Loan trong LDP đã gây áp lực mạnh mẽ lên Fukuda, và sự do dự hơn nữa đã khiến tỷ lệ ủng hộ Fukuda giảm xuống 20%. Cuối cùng, sau khi thảo luận thêm, Fukuda cuối cùng đã đồng ý với một phiên bản sửa đổi của hiệp ước mà sau này trở thành Hiệp ước Hòa bình và Hữu nghị giữa Nhật Bản và Trung Quốc.
Vào ngày 18 tháng 8 năm 1977, Fukuda đã có một bài phát biểu tại hội nghị cấp cao ASEAN ở Manila, được mệnh danh là "Học thuyết Fukuda". Trong bài phát biểu này, Fukuda chủ yếu quan tâm đến ba mục tiêu: khắc phục rào cản tâm lý giữa Đông Nam Á và Nhật Bản do Chiến tranh thế giới thứ hai tạo ra bằng cách tái khẳng định cam kết của Nhật Bản đối với chủ nghĩa hòa bình, tăng cường sự tin tưởng lẫn nhau giữa Nhật Bản và ASEAN, và việc Nhật Bản sẵn sàng trở thành một "đối tác bình đẳng" với các nước ASEAN (chứ không phải là người khổng lồ kinh tế như người ta vẫn sợ). Để củng cố những lời hứa này, Fukuda làm rõ sự sẵn sàng cung cấp các khoản vay và hỗ trợ phát triển của Nhật Bản, nhưng với điều kiện ASEAN không yêu cầu Nhật Bản cam kết tham gia một khối thương mại độc quyền.
Trong nỗ lực chấm dứt hệ thống bè phái của LDP, Fukuda đã tiến hành các cuộc bầu cử sơ bộ trong đảng. Trong cuộc bầu cử sơ bộ đầu tiên vào cuối năm 1978, ông bị Masayoshi Ōhira đánh bại để giành chức chủ tịch LDP, và buộc phải từ chức Thủ tướng. Fukuda sau đó có công trong việc thành lập Hội đồng hành động liên ngành. Ông từ giã chính trường năm 1990.

## Đời tư

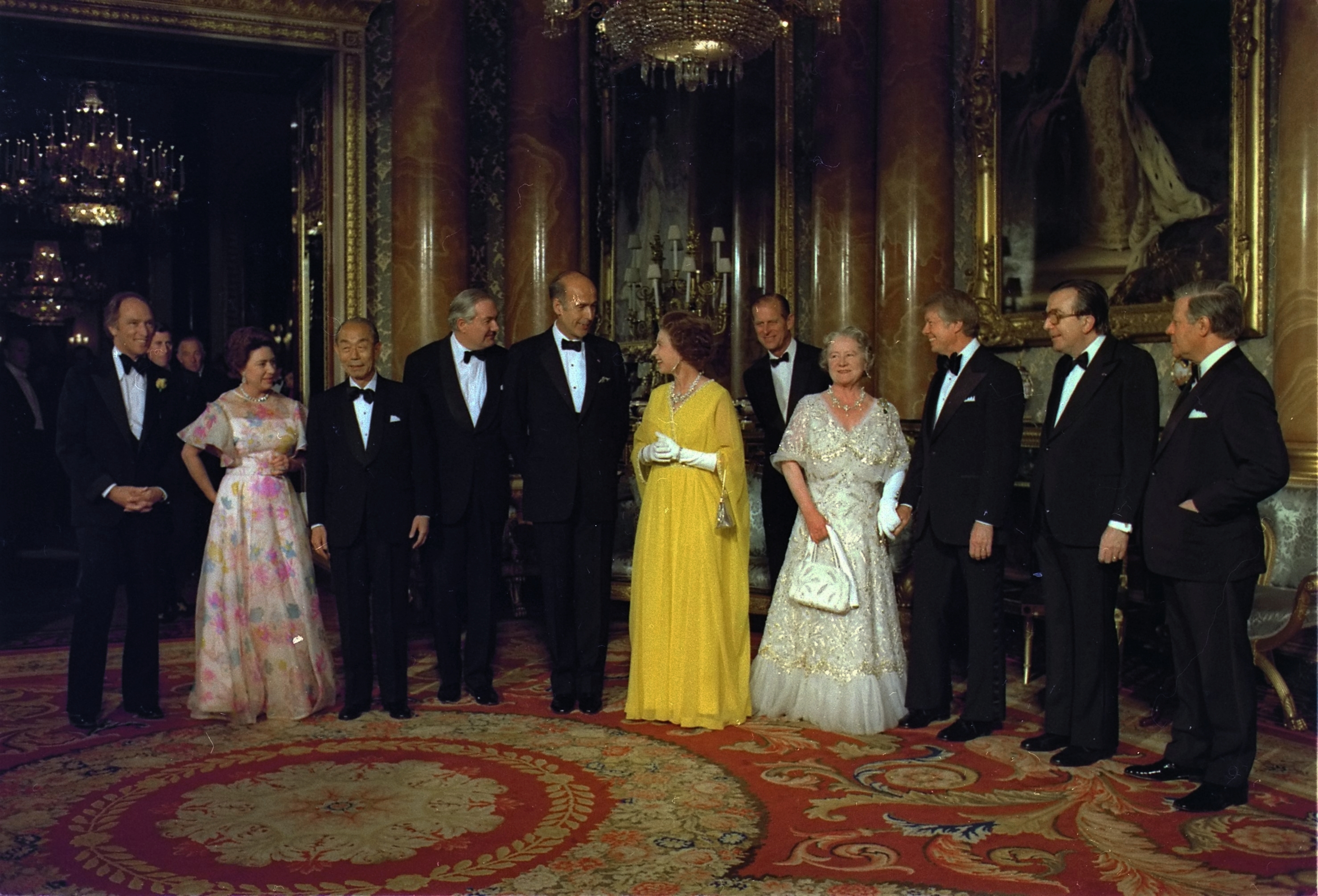
Fukuda chụp cùng các thành viên Hoàng gia Anh và lãnh đạo G7 (tại London vào 13 tháng 5 năm 1977)

Fukuda có năm người con: ba trai và hai gái. Con trai cả của ông là Yasuo Fukuda trở thành Thủ tướng vào tháng 9 năm 2007, sau khi Shinzō Abe đột ngột từ chức, và giữ chức vụ đó trong một năm, khiến ông trở thành con trai đầu tiên của một thủ tướng Nhật Bản tự mình trở thành thủ tướng. Ngoài ra, Thủ tướng Junichiro Koizumi bắt đầu sự nghiệp chính trị của mình với tư cách là thư ký của Fukuda, và hai người rất thân thiết trong đời sống chính trị cũng như cá nhân từ những năm 1970 trở đi (Fukuda là phù rể trong đám cưới của Koizumi).
Trong bài phát biểu trước ASEAN năm 1977, Fukuda đã xác định nhà độc tài Philippines gây tranh cãi Ferdinand Marcos là bạn thân của mình.

## Qua đời
Fukuda qua đời vì bệnh khí thũng mãn tính tại bệnh viện của Trường Y tế Phụ nữ Tokyo vào ngày 5 tháng 7 năm 1995 hưởng thọ 90 tuổi.

## Vinh danh
- Huân chương Hoa cúc (truy tặng ngày 5 tháng 7 năm 1995)
- Giải thưởng Gà lôi vàng của Hội Hướng đạo Nhật Bản (1979)